# 卷曲螺旋

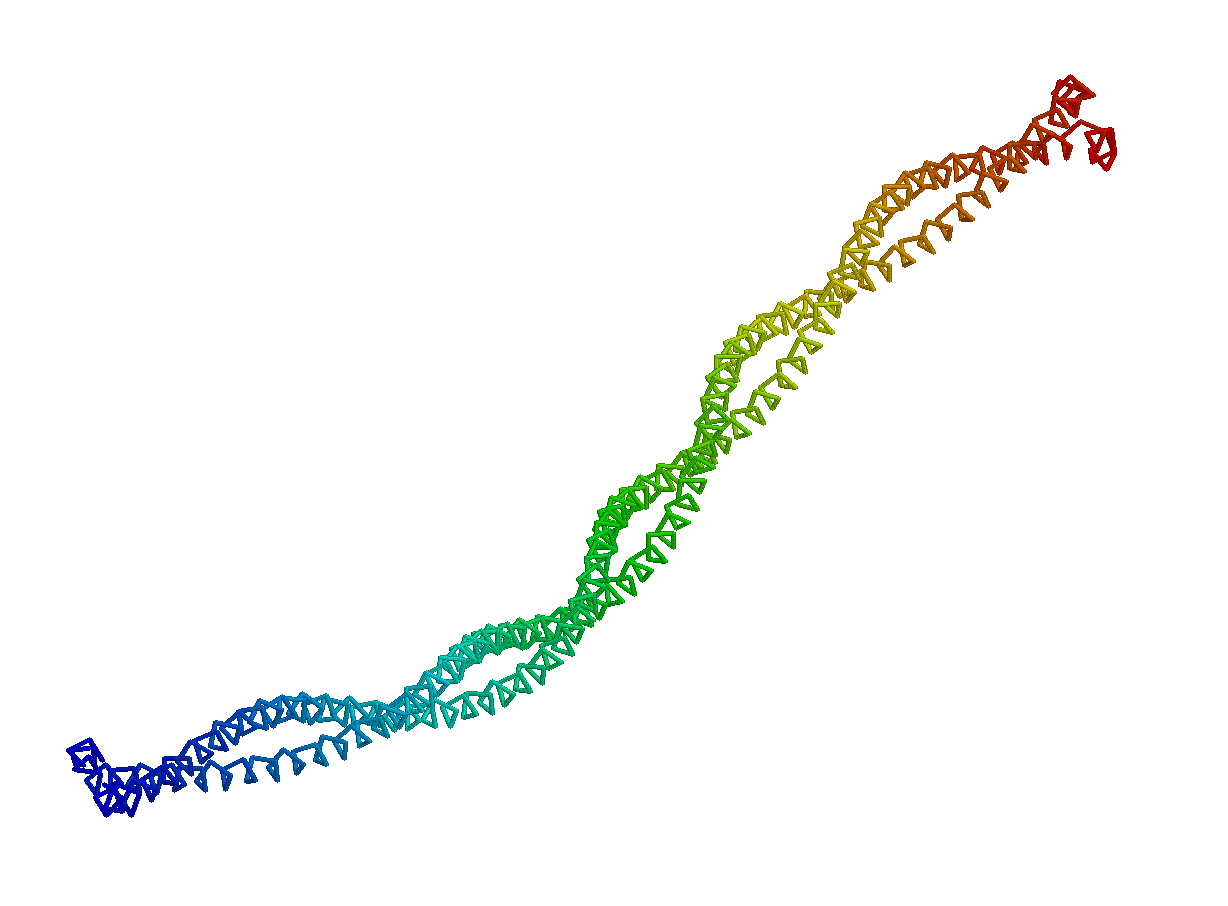
原肌球蛋白所形成的卷曲螺旋。

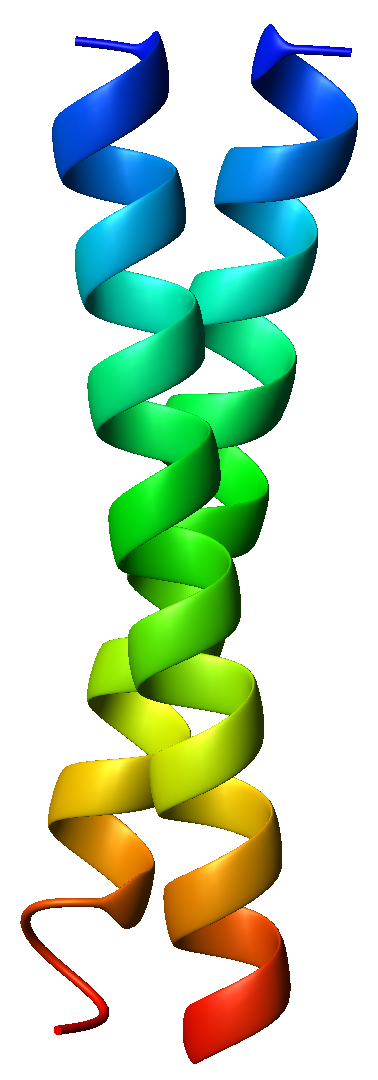
一个典型的由两个反平行α螺旋所组成的卷曲螺旋。来自GCN4蛋白中的亮氨酸拉链。

卷曲螺旋（英語：coiled coil）是一种蛋白质超二级结构，由2－7个α螺旋（最常见的是2或4个）互相缠绕形成麻花状结构。许多具有重要生物学功能（如基因表达调控中的转录因子）蛋白质含有卷曲螺旋。
许多含有卷曲螺旋结构的蛋白质具有重要的生物学功能，例如基因表达的调控中的转录因子。含有卷曲螺旋结构最知名的蛋白质有原癌蛋白（oncoprotein）c-fos和jun，以及原肌球蛋白（tropomyosin，一种肌肉蛋白）。

## 历史
在萊納斯·鮑林和他的同事于1951年提出α螺旋结构后不久，弗朗西斯·克里克就于1952年提出了α-角蛋白中可能存在由α螺旋互相缠绕而形成卷曲螺旋。

## 结构

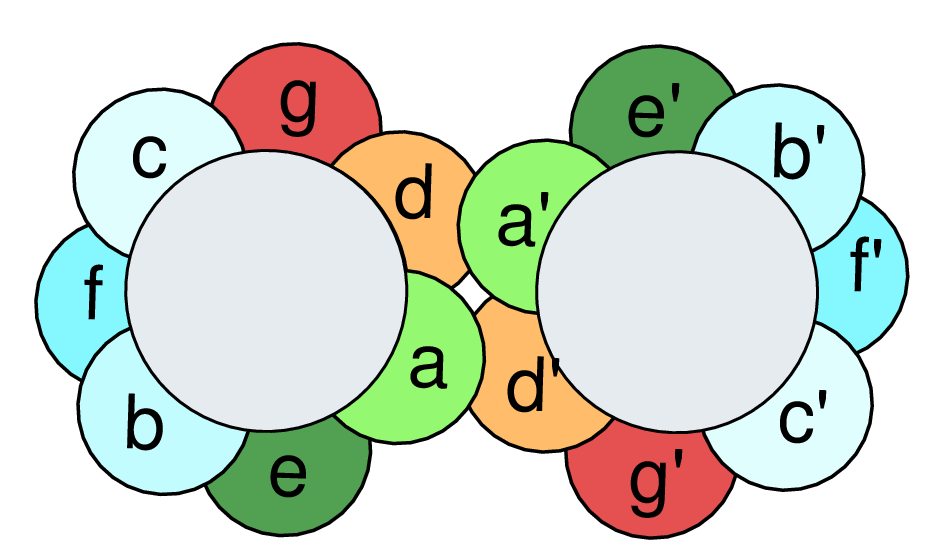
卷曲螺旋中七肽重复区的示意图

形成卷曲螺旋的蛋白质序列中通常具有序列重复现象，每个重复序列区含有七个氨基酸，被称为七肽重复区（heptad repeat）。卷曲螺旋中螺旋之间相互作用的表面常含有疏水氨基酸，如亮氨酸，而由亮氨酸在相互作用表面的排列就形成了“亮氨酸拉链”（亮氨酸如同拉链一般相互作用）。在细胞质这样一个水环境中，两个螺旋排列在一起最好的方式就是将它们的疏水氨基酸相对，而亲水氨基酸则朝外；这样就使得疏水表面不会暴露于水环境中。这种对疏水表面的包埋为两个螺旋的二聚化提供了热力学驱动力。
形成卷曲螺旋的α螺旋之间的关系可以是平行的或反平行的，并且这些α螺旋通常采用“左手”型超螺旋。少量“右手”型卷曲螺旋也存在于自然界中，或者通过蛋白质工程设计而达成。

## 生物学功能

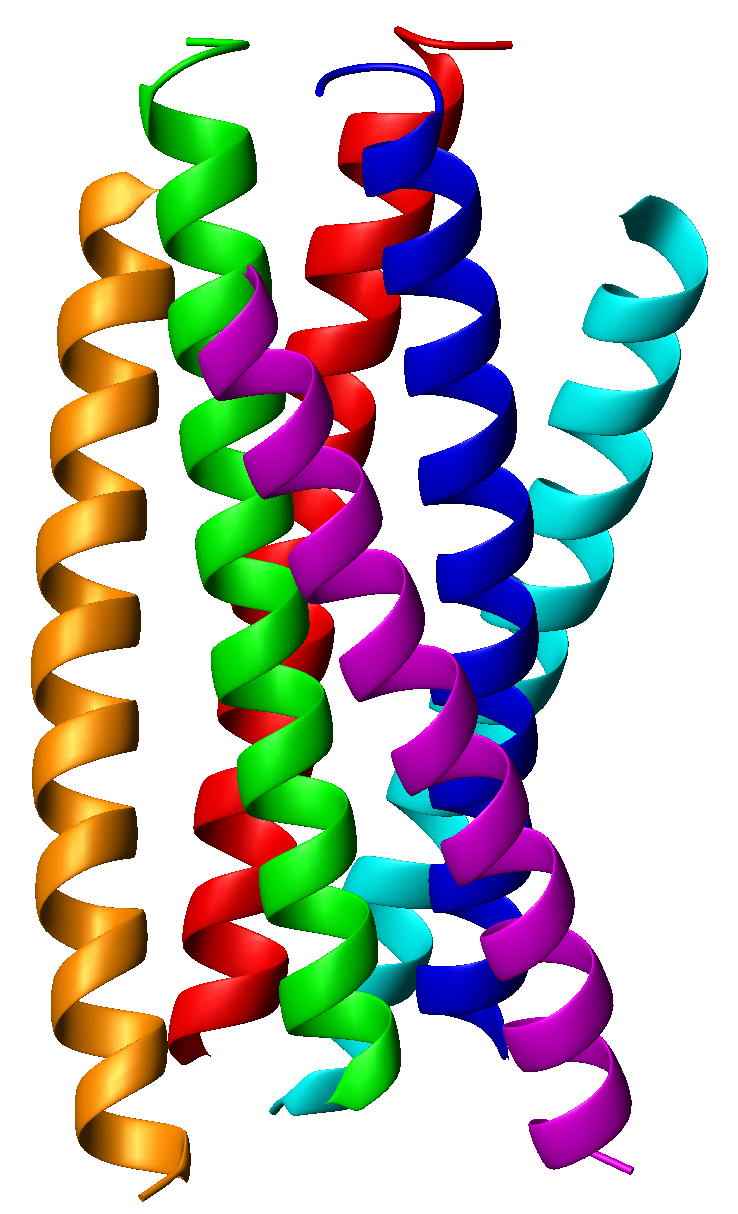
gp41六聚体能够启动HIV进入宿主细胞。

### HIV感染
艾滋病毒（HIV）侵入人体细胞中关键的一个步骤是由反平行卷曲螺旋构成的gp41三聚体的暴露。gp41三聚体一般是被另一个病毒表面糖蛋白gp120所覆盖，以保护gp41免受抗体识别。当病毒结合到靶细胞上时，gp120发生结构变化，将gp41三聚体暴露出来使得gp41的疏水N端尾部插入靶细胞的细胞膜。gp41上的三个α螺旋折叠到gp41的卷曲螺旋三聚体上形成六聚体，并将病毒外膜与靶细胞的细胞膜拉到足够近而发生膜融合。然后，病毒就可以进入细胞，开始自身复制。

### 二聚化标签
由于卷曲螺旋的特异性作用并且常常形成二聚体，因此卷曲螺旋被用作二聚化的标签应用于需要二聚化的蛋白质。